# Edgerrin James
Edgerrin Tyree James (Immokalee, 1º agosto 1978) è un ex giocatore di football americano statunitense che ha giocato nel ruolo di running back per undici stagioni nella National Football League (NFL). Fu scelto nel corso del primo giro (4º assoluto) del Draft NFL 1999 dagli Indianapolis Colts. Al college ha giocato a football coi Miami Hurricanes. Nel 2020 è stato introdotto nella Pro Football Hall of Fame

## Carriera professionistica

### Indianapolis Colts
James fu scelto come quarto assoluto nel Draft 1999 firmando coi Colts un contratto di 7 anni per 49 milioni di dollari. James ebbe un immediato successo nella lega, vincendo il premio di rookie offensivo dell'anno e guidando la lega in yard corse nelle sue due prime stagioni, una cosa mai accaduta in precedenza né in seguito. Nella sesta gara della stagione 2001 il giocatore si ruppe il legamento crociato anteriore. Dopo la stagione 2002, in cui James non riuscì a tornare ai livelli dei suoi primi due anni da professionista, molti credettero che non si sarebbe mai più ripreso dal suo infortunio al ginocchio.
James, invece, si riprese nel 2003 e tornò a imporsi come uno dei migliori running back della NFL nel 2004 e nel 2005 superando in entrambe le stagioni quota 1.500 yard.
James lasciò Indianapolis come leader di tutti i tempi con 9.226 yard guadagnate su corsa. A James fu consegnato un anello del Super Bowl dai Colts nel 2006, quando vinsero il titolo nel Super Bowl XLI proprio nella prima stagione senza James. Il 24 luglio 2012, i Colts annunciarono che James sarebbe stato indotto nell'Indianapolis Colts Ring of Honor durante la gara della settimana 3 contro i Jacksonville Jaguars il 23 settembre 2012.

### Arizona Cardinals
James firmò un contratto quadriennale del valore di 30 milioni di dollari con gli Arizona Cardinals il 23 marzo 2006. James giocò dieci partite in cui faticò nella stagione 2008, dove corse solamente venti volte dal momento che l'allenatore Ken Whisenhunt lo utilizzò fuori ruolo. Nella settimana 17 contro i Seattle Seahawks, James corse 14 volte per 100 yard. James disse che non sarebbe tornato con gli Arizona dopo i playoff del 2009, malgrado gli rimanesse ancora un anno di contratto. Nella prima gara di playoff dei Cardinals dal 1998, James corse per altre 100 yard. Nel turno successivo, James corse per 57 yard e segnò un touchdown nella vittoria sui favoriti Carolina Panthers. James corse 73 yard nella vittoria dei Cardinals 32-25 sui Philadelphia Eagles nella finale della NFC. James corse 9 volte per 33 yard nella sconfitta dei Cardinals 27-23 contro i Pittsburgh Steelers nel Super Bowl XLIII.
La storica fidanzata di James, e madre dei suoi figli, morì di cancro nell'aprile del 2009. A seguito di ciò, James chiese di essere svincolato dai Cardinals, venendo accontentato il 28 aprile 2009.

### Seattle Seahawks
Il 24 agosto 2009 James firmò un contratto annuale del valore di 2 milioni di dollari coi Seattle Seahawks. Con essi giocò solamente sette partite prima di essere svincolato il 3 novembre 2009.
Il 26 aprile 2011, James annunciò il suo ritiro dal football.

## Palmarès

### Franchigia
- National Football Conference Championship: 1

Arizona Cardinals: 2008

### Individuale
- Convocazioni al Pro Bowl: 4

1999, 2000, 2004, 2005
- First-team All-Pro: 4

1999, 2000, 2004, 2005
- Leader in yard corse della NFL: 2

1999, 2000
- Miglior rookie offensivo della stagione - 1999
- PFWA All-Rookie Team - 1999
- Club delle 10.000 yard corse
- Undicesimo di tutti i tempi nelle yard corse
- Formazione ideale della NFL degli anni 2000
- Indianapolis Colts Ring of Honor
- Pro Football Hall of Fame (classe del 2020)

## Statistiche
Stagione regolare
| Anno | Squadra            | P   | Ten   | Yard   | Media | Max | TD |
| 1999 | Indianapolis Colts | 16  | 369   | 1,553  | 4.2   | 72  | 13 |
| 2000 | Indianapolis Colts | 16  | 387   | 1,709  | 4.4   | 30  | 13 |
| 2001 | Indianapolis Colts | 6   | 151   | 662    | 4.4   | 29  | 3  |
| 2002 | Indianapolis Colts | 14  | 277   | 989    | 3.6   | 20  | 2  |
| 2003 | Indianapolis Colts | 13  | 310   | 1,259  | 4.1   | 43  | 11 |
| 2004 | Indianapolis Colts | 16  | 334   | 1,548  | 4.6   | 40  | 9  |
| 2005 | Indianapolis Colts | 15  | 360   | 1,506  | 4.2   | 33  | 13 |
| 2006 | Arizona Cardinals  | 16  | 337   | 1,159  | 3.4   | 18  | 6  |
| 2007 | Arizona Cardinals  | 16  | 324   | 1,222  | 3.8   | 27  | 7  |
| 2008 | Arizona Cardinals  | 13  | 133   | 514    | 3.9   | 35  | 3  |
| 2009 | Seattle Seahawks   | 6   | 46    | 125    | 2.7   | 10  | 0  |
| Tot. |                    | 148 | 3,028 | 12,246 | 4.0   | 72  | 80 |